# Шкловський Григорій Львович
Григорій Львович Шкловський (1875, містечко Паричі Бобруйського повіту Мінської губернії, тепер Світлогорського району Гомельської області, Білорусь — розстріляний 4 листопада 1937, Сандармох, тепер Карелія, Російська Федерація) — радянський партійний діяч, революціонер, дипломат. Член Центральної контрольної комісії ВКП(б) у 1925—1927 роках.

## Життєпис
Народився в багатодітній родині шевця Лейби Шкловського. Здобув домашню освіту. Член РСДРП з 1898 року. 
Вів партійну роботу в Мінській губернії, був агентом газети «Іскра», декілька разів був заарештований. У 1903 році за підпільну роботу засланий до міста Бобруйська під негласний нагляд поліції. Навесні 1904 року організував у Бобруйську соціал-демократичну групу, що стояла на більшовицьких позиціях та успішно боровся з бундівцями. Делегат із дорадчим голосом III з'їзду РСДРП (1905 рік, Лондон).
У 1909 році Шкловського знову заарештували і за революційну діяльність заслали до Сибіру, в район Ангари, але того ж року він втік до Швейцарії.
У 1915 році закінчив Бернський університет, захистив дисертацію з фармакохімії. В еміграції брав участь у партійній роботі; допомагав російським емігрантам, які втекли з царської Росії, у свій час був власником партійної каси. Обирався делегатом від більшовиків на Базельський конгрес 2-го Інтернаціоналу (1912), у березні 1915 року брав участь у роботі Бернської конференції.
Після Лютневої революції, в квітні 1917 року повернувся до Росії. Спершу працював у Нижньому Новгороді: з червня по жовтень 1917 року був членом президії виконавчого комітету Нижньогородської губернської ради та уповноваженим Московського обласного бюро ЦК РСДРП(б) у Нижньому Новгороді.
Потім переїхав до Москви, де був обраний товаришем голови Ради районних дум Москви. У жовтні 1917 року — комісар Дорогомилівського району Москви, учасник Жовтневого перевороту в Москві.
У травні — листопаді 1918 року — радник Повноважного представництва РРФСР у Швейцарії.
У січні 1919 — серпні 1919 (або 1921) року — уповноважений Народного комісаріату закордонних справ РРФСР у Петрограді та на півночі РРФСР.
З жовтня 1919 по 1920 рік — завідувач відділу меліорації та член колегії Народного комісаріату землеробства РРФСР.
У 1921 році — співробітник Народного комісаріату зовнішньої торгівлі РРФСР.
У травні 1922 — червні 1924 року — генеральний консул РРФСР (СРСР) у місті Гамбурзі (Німеччина).
У серпні 1924 — грудні 1926 року — завідувач секції хімічної промисловості Народного комісаріату робітничо-селянської інспекції СРСР. У 1927 році — керівник групи Народного комісаріату робітничо-селянської інспекції СРСР.
Належав до «троцькістської опозиції». У грудні 1927 року виключений із партії.
З 1928 по 1929 рік працював членом правлінні Хімічного синдикату.
У 1929 року поновлений у членах ВКП(б).
У березні 1929—1930 роках — член правління акціонерного товариства «Хімімпорт».
До 30 жовтня 1930 року — начальник інспекції Всесоюзного об'єднання «Всехімпром».
У жовтні 1930 — 1931 року — відповідальний редактор журналу «Химия и хозяйство».
У 1931—1936 роках — співробітник ОНТВ (Об'єднання науково-технічних видавництв); заступник керуючого Всесоюзного хіміко-фармацевтичного об'єднання в Москві. 
4 травня 1936 року заарештований органами НКВС, виключений із ВКП(б) 16 травня 1936 року. Військовою колегією Верховного суду СРСР 14 листопада 1936 року засуджений за статтями 17-58-8, 58-11 КК РРФСР до 10 років ув'язнення. Відбував покарання на Соловках. Особливою трійкою УНКВС Ленінградського військового округу 10 жовтня 1937 року засуджений до страти. Розстріляний у Карельській АРСР (урочище Сандармох) 4 листопада 1937 року.
1957 року посмертно реабілітований ухвалою Військової колегії Верховного суду СРСР.